# Zhumadian
Zhumadian (en chino, 驻马店; pinyin, Zhùmǎdiàn; Wade-Giles, chu ma tien) es una ciudad-prefectura en la provincia de Henan, en la República Popular China. Limita al norte con Luohe, al sur con Xinyang, Nanyang al oeste y Zhoukou al este. Su área es de 15 086 km² y su población total para 2020 superó los 7 millones de habitantes. 

## Administración
La ciudad prefectura de Zhumadian se divide en 10 localidades que se administran en 1 distrito urbano y 9 condados rurales.
- Distrito Yicheng (驿 城区)
- Condado Runan (汝南 县)
- Condado Xincai (新蔡县)
- Condado Shangcai (上蔡县)
- Condado Xiping (西平县)
- Condado Suiping (遂平县)
- Condado Queshan (确山县)
- Condado Biyang (泌阳县)
- Condado Pingyu (平舆县)
- Condado Zhengyang (正阳县)

## Toponimia
El topónimo Zhumadian se compone de los sinogramas Zhu (acampar), Ma (caballo) y dian (lugar).
Zhumadian obtuvo su nombre porque antiguamente era un importante punto de transporte, donde los mensajeros y oficiales que viajaban hacían escala y descansaban con sus caballos.
Originalmente se llamaba Zhumadian (苎麻店 "el lugar del Ramio") porque la gente se ganaba la vida cultivando ramio (una planta textil).
En 1474 durante la dinastía Ming, se estableció aquí una estación de postas y cambió el significado del nombre, pero mantuvo su sonido original.
A lo largo de su historia, la ciudad tuvo varios nombres, entre ellos Yuzhou (豫州), Caizhou (蔡州), Runan (汝南), Runing (汝宁), Tianzhong (天中), Yicheng (驿城) y Yidu (驿都).
En 1999, el gobierno local propuso renombrar la ciudad como Tianzhou (天中 "en el centro del cielo"), en referencia a su ubicación en la llanura central de China, pero el nombre no fue aprobado.

## Historia
Zhumadian era conocida previamente como Yicheng, por lo que solía ser una estación de parada. En la dinastía Tang, el emperador ordenó a sus soldados llevar Litchi chinensis de Guangdong a su princesa encantadora Yang, que le encantaba comer lichis. Y Zhumadian fue una de las estaciones de parada.
La llamada Gran Inundación de agosto de 1975 afectó a la zona. En un solo día cayó la cantidad récord de 100,5??? centímetros cúbicos de agua. Una a una, ochenta y cinco grandes presas colapsaron, y se calcula que murieron doscientas cuarenta mil personas.

## Agricultura
En la zona se realiza una gran actividad agrícola, cultivando trigo, maíz, maní, sésamo, judías verdes y tabaco.

## Clima
| Parámetros climáticos promedio de Zhumadian (1971−2000) | Parámetros climáticos promedio de Zhumadian (1971−2000) | Parámetros climáticos promedio de Zhumadian (1971−2000) | Parámetros climáticos promedio de Zhumadian (1971−2000) | Parámetros climáticos promedio de Zhumadian (1971−2000) | Parámetros climáticos promedio de Zhumadian (1971−2000) | Parámetros climáticos promedio de Zhumadian (1971−2000) | Parámetros climáticos promedio de Zhumadian (1971−2000) | Parámetros climáticos promedio de Zhumadian (1971−2000) | Parámetros climáticos promedio de Zhumadian (1971−2000) | Parámetros climáticos promedio de Zhumadian (1971−2000) | Parámetros climáticos promedio de Zhumadian (1971−2000) | Parámetros climáticos promedio de Zhumadian (1971−2000) | Parámetros climáticos promedio de Zhumadian (1971−2000) |
| Mes                                                     | Ene.                                                    | Feb.                                                    | Mar.                                                    | Abr.                                                    | May.                                                    | Jun.                                                    | Jul.                                                    | Ago.                                                    | Sep.                                                    | Oct.                                                    | Nov.                                                    | Dic.                                                    | Anual                                                   |
| ------------------------------------------------------- | ------------------------------------------------------- | ------------------------------------------------------- | ------------------------------------------------------- | ------------------------------------------------------- | ------------------------------------------------------- | ------------------------------------------------------- | ------------------------------------------------------- | ------------------------------------------------------- | ------------------------------------------------------- | ------------------------------------------------------- | ------------------------------------------------------- | ------------------------------------------------------- | ------------------------------------------------------- |
| Temp. máx. media (°C)                                   | 6.4                                                     | 8.9                                                     | 13.8                                                    | 21.2                                                    | 26.4                                                    | 30.9                                                    | 31.9                                                    | 30.8                                                    | 26.9                                                    | 21.7                                                    | 14.8                                                    | 8.9                                                     | 20.2                                                    |
| Temp. mín. media (°C)                                   | −2.7                                                    | −0.8                                                    | 3.6                                                     | 9.9                                                     | 15.0                                                    | 20.3                                                    | 23.4                                                    | 22.3                                                    | 17.2                                                    | 11.3                                                    | 4.8                                                     | −0.8                                                    | 10.3                                                    |
| Precipitación total (mm)                                | 21.4                                                    | 25.0                                                    | 51.3                                                    | 58.2                                                    | 84.3                                                    | 130.0                                                   | 194.4                                                   | 180.5                                                   | 106.7                                                   | 71.8                                                    | 39.2                                                    | 16.4                                                    | 979.2                                                   |
| Días de precipitaciones (≥ 0.1 mm)                      | 5.3                                                     | 5.9                                                     | 8.6                                                     | 7.9                                                     | 9.8                                                     | 9.2                                                     | 12.7                                                    | 11.3                                                    | 9.5                                                     | 8.7                                                     | 6.2                                                     | 4.9                                                     | 100.0                                                   |
| Horas de sol                                            | 129.8                                                   | 122.6                                                   | 144.0                                                   | 178.9                                                   | 192.9                                                   | 194.9                                                   | 183.8                                                   | 176.4                                                   | 159.4                                                   | 157.8                                                   | 144.4                                                   | 141.8                                                   | 1926.7                                                  |
| Humedad relativa (%)                                    | 69                                                      | 69                                                      | 71                                                      | 71                                                      | 71                                                      | 70                                                      | 81                                                      | 83                                                      | 78                                                      | 73                                                      | 71                                                      | 67                                                      | 72.8                                                    |
| Fuente: China Meteorological Administration             |                                                         |                                                         |                                                         |                                                         |                                                         |                                                         |                                                         |                                                         |                                                         |                                                         |                                                         |                                                         |                                                         |

## Cultura
Zhumadian tiene una rica historia cultural y ha sido el lugar de nacimiento de muchas importantes personas. Es es el antiguo sitio de Liang Zhu y Yingtai Shanbo quiénes son los personajes de Los amantes mariposa, una historia china famosa.

## Transporte
Una de las principales carreteras de China, la autopista nacional china 107, corre a través de Zhumadian. Zhumadian también tiene su propio sistema de transporte.